# イボン・ペトラ
イボン・ペトラ（Yvon Petra, 1916年3月8日 - 1984年9月12日）は、フランスの男子テニス選手。インドシナ半島のチョロン（現在はベトナム・ホーチミン市内）に生まれる。1946年のウィンブルドン選手権男子シングルス優勝者で、現時点ではフランス人男子選手として最後のウィンブルドン優勝者である。全仏選手権でも、男子ダブルスで1938年と1946年の2度優勝した。彼は身長196cmの長身選手で、歴代の4大大会男子シングルス優勝者の中で「最も背の高い選手」と呼ばれた。彼のテニスは、長身を生かした強力なサービスを最大の武器にするスタイルで、長ズボンを履いてプレーしていた。フルネームは Yvon François Marie Pétra （イボン・フランソワ・マリー・ペトラ）という。

## 来歴
ペトラは出身地のチョロンにいた時、裸足で走りながらテニスに親しみ始めたという。やがて両親とともにフランスへ引っ越し、当地のバーで働いて生計を立てた。1937年から男子テニス国別対抗戦・デビスカップのフランス代表選手に選ばれ、この年に全仏選手権の混合ダブルスで優勝し、シングルスで初めてのベスト8に入った。混合ダブルスのパートナーは、ベテランのシモーヌ・マチューであった。シングルス準々決勝では、ペトラは第1シードのヘンリー・オースチン（イギリス）に完敗してしまう。翌1938年の全仏選手権で、ペトラは同じフランスのベルナール・デストレモーと組んで男子ダブルス初優勝を飾った。決勝の相手は当時の世界最強ペアであったドン・バッジ＆ジーン・マコ（ともにアメリカ）組で、ペトラとデストレモーはこの強敵を 3-6, 6-3, 9-7, 6-1 で破って優勝した。1938年はバッジの全盛時代で、彼がテニス史上初の「年間グランドスラム」を達成した年である。
1939年に第2次世界大戦が勃発し、ペトラはフランス陸軍の兵士となった。戦闘中に足に大怪我を負い、戦争捕虜となる。足の切断もあり得るほどの怪我だったが、ドイツ人の医師の手当てが功を奏し、彼の足は無事に回復した。世界大戦が1945年に終結した後、1946年からテニス4大大会も再開され、ペトラはテニス界に復帰する。終戦後最初の全仏選手権で、ペトラはマルセル・ベルナールとペアを組み、8年ぶり2度目の男子ダブルス優勝を果たした。決勝の相手はパンチョ・セグラ（エクアドル）＆エンリケ・モレア（アルゼンチン）組であった。シングルスでも初の準決勝に進み、ダブルス・パートナーのベルナールに 7-5, 2-6, 3-6, 7-5, 2-6 で敗れる。続くウィンブルドン選手権で、イボン・ペトラは終戦後最初のウィンブルドン男子シングルス優勝者になった。第5シードから勝ち上がったペトラは、決勝で第3シードのジェフ・ブラウン（オーストラリア）を 6-2, 6-4, 7-9, 5-7, 6-4 で破り、生涯最高の栄冠を獲得した。
1947年にペトラのテニス成績は後退し、全仏選手権・ウィンブルドン選手権ともベスト8止まりに終わった。デビスカップでは、戦前の1937年-1939年と戦後の1946年・1947年にフランス代表選手を務めた。1948年、ペトラは「プロテニス選手」に転向する。フランスのテニスの歴史に名前を刻んだイボン・ペトラは、1984年9月12日にパリで死去した。
イボン・ペトラは2016年に国際テニス殿堂入りを果たした。

## 主な成績
- 全仏選手権　男子ダブルス：2勝（1938年・1946年）／混合ダブルス：1勝（1937年）
- ウィンブルドン選手権　男子シングルス：1勝（1946年）／混合ダブルス準優勝1度：1937年　［現時点でフランス人男子選手最後の優勝］
- 全米選手権　混合ダブルス準優勝1度：1937年